# Муждабаєв Айдер Іззетович
Айдер Іззетович Муждабаєв (крим. Ayder İzzet oğlu Mujdabayev, Айдер Иззет огълу Муждабаев; нар. 8 березня 1972, Тамбов, РРФСР) — український та колишній російський журналіст, медіаменеджер, та відеоблогер кримськотатарського походження. Заступник головного редактора газети «Московський комсомолець» (2008—2015). З 23 червня 2015 року — заступник гендиректора кримськотатарського телеканалу ATR.

## Життєпис
1979—1989 — навчався в школі № 24 Тамбова.
1989—1992 — навчався в Тамбовському інституті хімічного машинобудування за спеціальністю «Системний програміст», після п'ятого семестру покинув інститут і пішов працювати в газету «Тамбовські губернські відомості». Пізніше закінчив заочно факультет журналістики Тамбовського університету.

### Робота в Росії
З лютого 1991 року — журналіст, кореспондент, заступник редактора газети «Тамбовські губернські відомості». З 1995 року — кореспондент в газеті «Тамбовське життя».
З лютого 1998 до червня 2015 року — кореспондент відділу політики і права газети «Московський комсомолець», з березня 2000 року — редактор розділу про міське життя, до липня 2015 — заступник головного редактора газети.
Виступав на підтримку ув'язненого на той час у Росії українського режисера Олега Сенцова. Відомий також зверненням до українців «Путін обов'язково нападе». Деякий час публікувався в блогах на сайті радіо «Ехо Москви». 22 червня 2015 року після 20 років співпраці, звільнився з «Московського комсомольця».

### Робота в Україні
У червні 2015 року переїхав до України, відтоді працює заступником гендиректора кримськотатарського телеканалу ATR. З 25 травня 2016 року веде щотижневу програму «Кримське питання» на цьому телеканалі. Перший випуск провів із власником телеканалу, віцепрезидентом Світового конгресу кримських татар Ленуром Іслямовим.
З 2016 року є громадянином України. З жовтня 2017 року — ведучий програми «Prime: Муждабаєв» на ATR.

## Громадянська позиція
Є прихильником Євромайдану, у грудні 2013-го — січні 2014 року неодноразово приїздив до революційного Києва, засудив початок тимчасової анексії Криму Росією в лютому 2014-го. Під час виборів президента України 2019 року підтримав Порошенка.

## Політичне переслідування
Муждабаєв має проукраїнську та антипутінську позицію, через що переслідується російською владою.
21 травня 2020 року в РФ щодо Айдера було відкрито кримінальне провадження за нібито публічні заклики до терористичної діяльності, публічне виправдання чи пропаганду тероризму.
25 червня 2020 року Росія оголосила Айдера у міжнародний розшук, заявленою причиною було вказано «публічне виправдання тероризму та закликах до нього». Муждабаєв назвав це подарунком до Дня кримськотатарського прапора, що святкують 26 червня.

## Публікації
Співавтор доповіді Бориса Нємцова «Путін. Війна» про втручання Росії в українську політику та застосування російських збройних сил у Російсько-українській війні. Після вбивства Бориса Нємцова був одним із тих, хто презентував доповідь у Москві в травні 2015 року. У доповіді є автором третьої глави під назвою «Як забирали Крим» про початок тимчасової анексії Криму Росією.

## Сім'я
- Батько — Іззет Мамутович Муждабаєв (1948—2020)[13].
- Мати — Тетяна Максимівна Дрожжина (Муждабаєва) (1950—2015)[14]. Батьки за кримськотатарською лінією родом з Криму, з міста Карасубазар (після депортації кримських татар перейменовано на Білогірськ).

Одружений, виховує двох доньок: Аніфе та Інаєт. Сестра — Софія, працює в Ізраїлі лікарем, дядько — Мансур Куртвапов.

## Нагороди
- 2014 — лауреат премії Московської Гельсінської групи в галузі захисту прав людини[16].